# Polyrhachis alexisi
Polyrhachis alexisi är en myrart som beskrevs av Auguste-Henri Forel 1916. Polyrhachis alexisi ingår i släktet Polyrhachis och familjen myror. Inga underarter finns listade i Catalogue of Life.